# Stora Alvaret

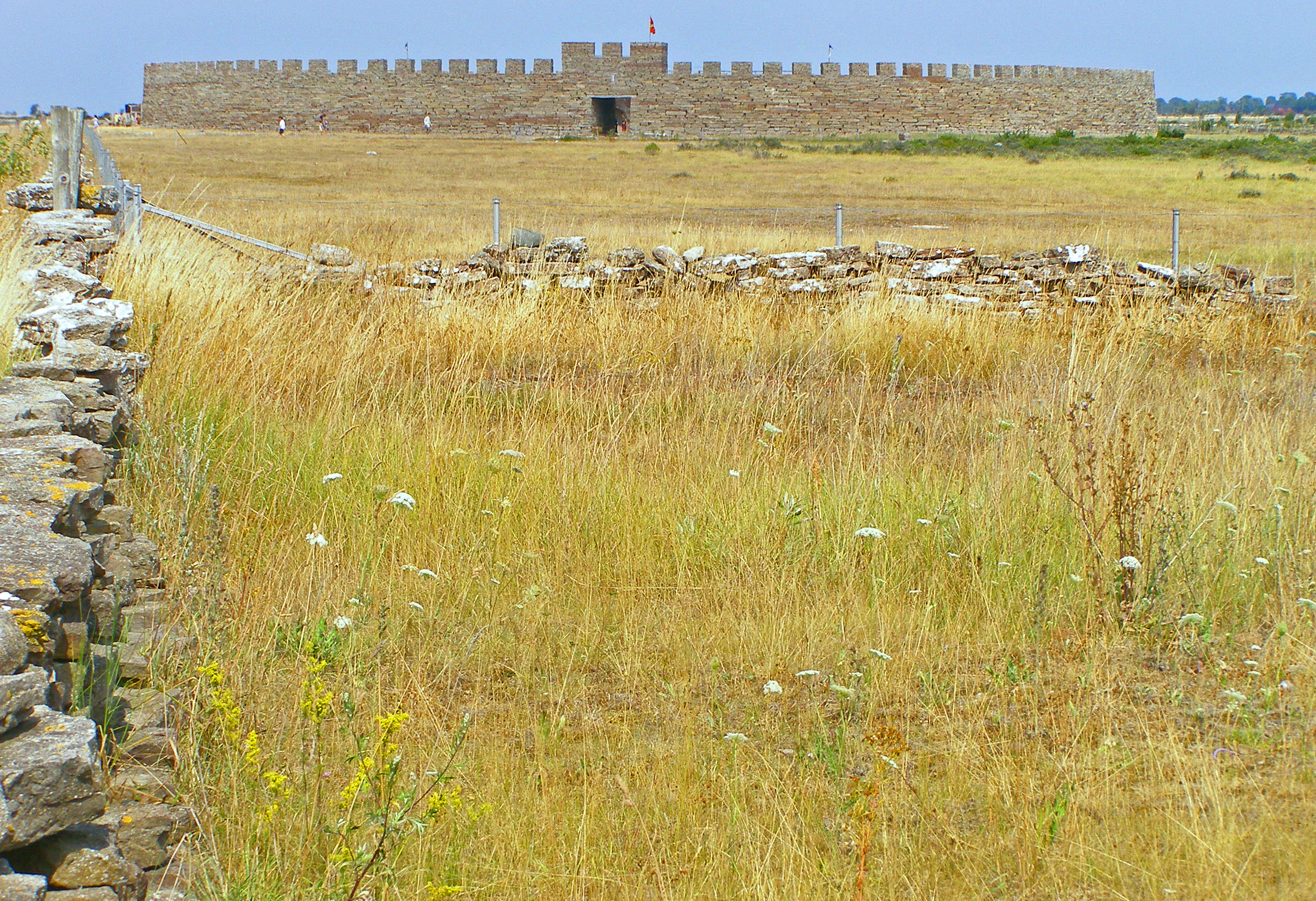
A planície e o Forte de Equetorpe

Stora alvaret ( PRONÚNCIA) ou Alvaret é uma vasta planície de uns 300 quilômetros quadrados, cobrindo cerca de 1/4 da ilha sueca da Olândia.
O solo está coberto por uma ligeira camada de terra, sobre rocha calcária. Tem uma vegetação rasteira, onde abundam flores raras, sem árvores. Não é própria para atividades agrícolas, mas é um pasto tradicional usado pelos criadores de animais.
Faz parte da Paisagem Agrícola do Sul da Olândia, Património Mundial da Humanidade.